# Anarkopunk
Anarkopunk är en musikstil ur punken som befrämjar anarkism där tyngdpunkten ligger mer på innehållet i låttexterna än på det musikaliska framförandet. Anarkopunkens skapare anses vara gruppen Crass som började år 1977. Operation och Protestera är exempel på svenska anarkopunk-band.
I Enköping anordnas en festival för anarkopunk, Anarkopunken eller Anarkopunken i Enköping.
Festivalen drivs sedan starten av Anarkopunxrecords och Uppsala Trash.

## Exempel på anarkopunkband

### Brittiska
- Crass
- Conflict
- Subhumans (Det Brittiska bandet)
- Oi Polloi (Spelade Oi! först men övergick senare till Anarkopunk)
- Chumbawamba (Tidiga åren)
- Flux of Pink Indians
- Amebix (Spelar en blandning av Anarkopunk och Crust)
- Icons of Filth
- Antisect
- Rudimentary Peni

### Amerikanska
- Aus Rotten
- Witch Hunt

### Svenska
- Operation
- Protestera